# Dampierre-sur-Salon
Dampierre-sur-Salon é uma comuna francesa na região administrativa de Borgonha-Franco-Condado, no departamento de Alto Sona. Estende-se por uma área de 18,8 km². Em 2010 a comuna tinha 1 277 habitantes (densidade: 67,9 hab./km²).